# Jean-Jacques Benoît Gonneau
Pour les articles homonymes, voir Gonneau.
Jean-Jacques Benoît Gonneau ( né le 21 mars 1760 à Rochechouart, dans le département de la Haute-Vienne et mort le 9 mai 1829 dans sa ville natale) est un homme politique français.

## Biographie
Juge de paix du canton de Rochechouart, Jean-Jacques Benoît Gonneau est député de la Haute-Vienne en 1815, pendant les Cent-Jours.